# 都留市

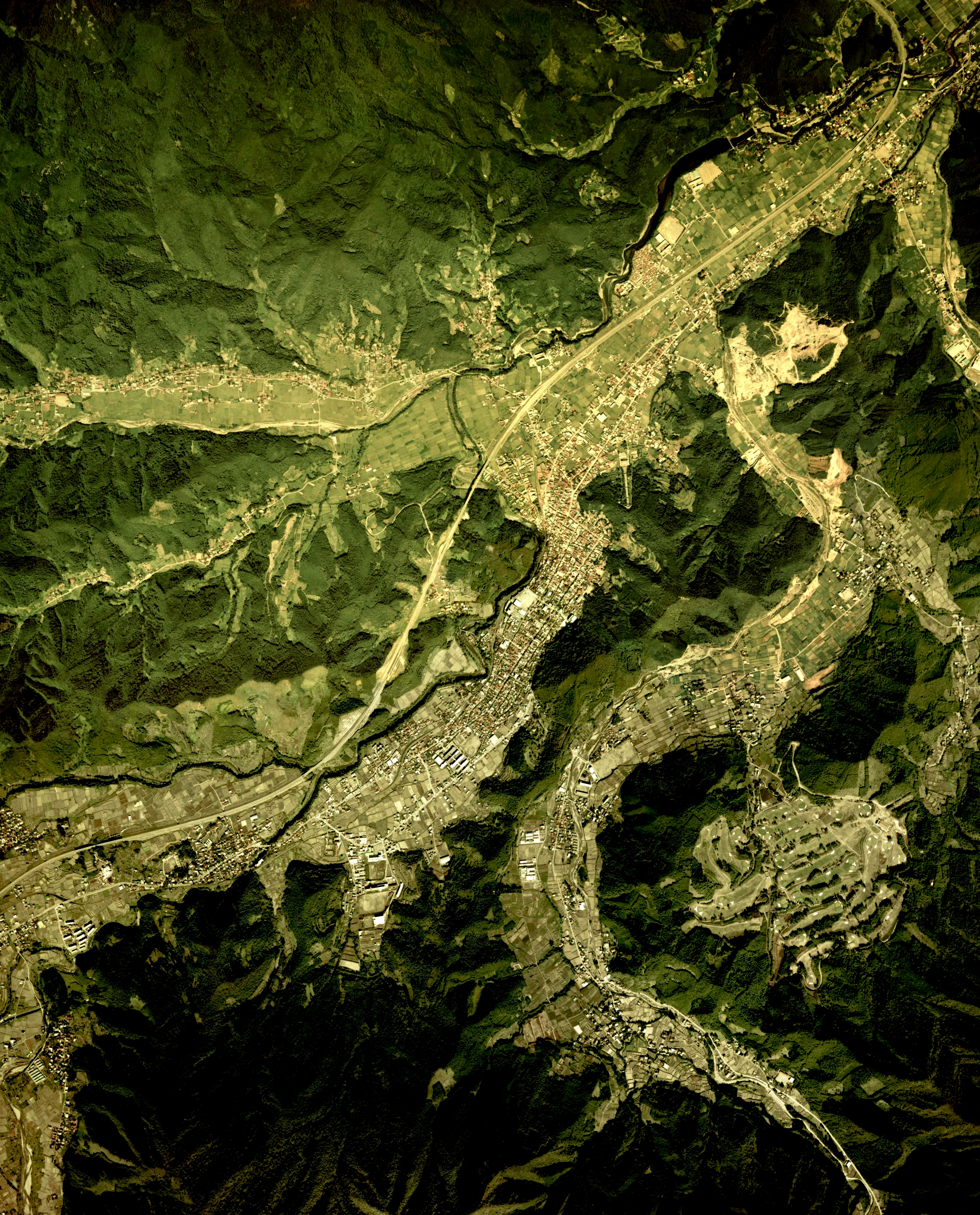
都留市中心部周辺の空中写真。1975年撮影の4枚を合成作成。。

都留市（つるし）は、山梨県東部の郡内地方に位置する市。富士北麓に位置しており、周囲は1,000メートル級の山々に囲まれている。古くからの甲斐絹の産地である。

## 市名の由来
「都留」は都留郡の郡名に由来し、「都留」は都留市の位置する桂川（相模川）流域の地域が富士山の裾野を蔓のように延びており、その様子から「連葛」、「豆留」（いずれも「つる」）とよばれていたことに由来するとされている。

## 地理
市外局番は0554-xx。

### 地形
大月市と富士吉田市との中間に位置する。ほとんどが御坂山地や丹沢山地などに属する山間部であり、市の南西から北東へ桂川が流れる。この桂川に沿って急峻な山と深い渓谷に挟まれた平坦地に市街地が形成されている。また、この川に沿うようにして中央自動車道富士吉田線、国道139号、富士山麓電気鉄道富士急行線が通じている。

### 山地
主な山地
- 丹沢山地
- 御坂山地

主な山
- 御巣鷹山
- 九鬼山
- 杓子山
- 高川山
- 高畑山
- 都留市二十一秀峰
- 雛鶴峠
- 御正体山

### 河川
主な川
桂川

### 地域
現行行政町名等
都留市では、一部の区域で住居表示に関する法律に基づく住居表示が実施されている。
| 上谷地区       | 上谷地区     | 上谷地区      | 上谷地区           | 上谷地区                                   | 上谷地区 |
| 町名           | 町名の読み   | 設置年月日    | 住居表示実施年月日 | 住居表示実施直前の町名                     | 備考     |
| -------------- | ------------ | ------------- | ------------------ | ------------------------------------------ | -------- |
| 田原一〜四丁目 | たはら       | 1976年4月1日  | 1976年4月1日       | 大字上谷の一部                             |          |
| 上谷           | かみや       | 1954年4月29日 | 未実施             |                                            |          |
| 上谷一〜六丁目 | かみや       | 1976年4月1日  | 1976年4月1日       | 大字上谷の一部及び大字下谷の一部（三のみ） |          |
| 川棚           | かわだな     | 1954年4月29日 | 未実施             |                                            |          |
| 下谷地区       |              |               |                    |                                            |          |
| 町名           | 町名の読み   | 設置年月日    | 住居表示実施年月日 | 住居表示実施直前の町名                     | 備考     |
| 中央一〜四丁目 | ちゅうおう   | 1977年4月1日  | 1977年4月1日       | 大字下谷の一部                             |          |
| つる一〜五丁目 | つる         | 1977年4月1日  | 1977年4月1日       | 大字下谷の一部                             |          |
| 下谷           | しもや       | 1954年4月29日 | 未実施             |                                            |          |
| 下谷一〜四丁目 | しもや       | 1977年4月1日  | 1977年4月1日       | 大字下谷の一部                             |          |
| 三吉地区       |              |               |                    |                                            |          |
| 町名           | 町名の読み   | 設置年月日    | 住居表示実施年月日 | 住居表示実施直前の町名                     | 備考     |
| 法能           | ほうのう     | 1954年4月29日 | 未実施             |                                            |          |
| 玉川           | たまがわ     | 1954年4月29日 | 未実施             |                                            |          |
| 戸沢           | とざわ       | 1954年4月29日 | 未実施             |                                            |          |
| 開地地区       |              |               |                    |                                            |          |
| 町名           | 町名の読み   | 設置年月日    | 住居表示実施年月日 | 住居表示実施直前の町名                     | 備考     |
| 大野           | おおの       | 1954年4月29日 | 未実施             |                                            |          |
| 小野           | おの         | 1954年4月29日 | 未実施             |                                            |          |
| 東桂地区       |              |               |                    |                                            |          |
| 町名           | 町名の読み   | 設置年月日    | 住居表示実施年月日 | 住居表示実施直前の町名                     | 備考     |
| 夏狩           | なつがり     | 1954年4月29日 | 未実施             |                                            |          |
| 十日市場       | とおかいちば | 1954年4月29日 | 未実施             |                                            |          |
| 桂町           | かつらまち   |               | 未実施             |                                            |          |
| 鹿留           | ししどめ     | 1954年4月29日 | 未実施             |                                            |          |
| 境             | さかい       | 1954年4月29日 | 未実施             |                                            |          |
| 宝地区         |              |               |                    |                                            |          |
| 町名           | 町名の読み   | 設置年月日    | 住居表示実施年月日 | 住居表示実施直前の町名                     | 備考     |
| 大幡           | おおはた     | 1954年4月29日 | 未実施             |                                            |          |
| 中津森         | なかつもり   | 1954年4月29日 | 未実施             |                                            |          |
| 金井           | かない       | 1954年4月29日 | 未実施             |                                            |          |
| 厚原           | あつはら     | 1954年4月29日 | 未実施             |                                            |          |
| 平栗           | ひらぐり     | 1954年4月29日 | 未実施             |                                            |          |
| 加畑           | かはた       | 1954年4月29日 | 未実施             |                                            |          |
| 禾生地区       |              |               |                    |                                            |          |
| 町名           | 町名の読み   | 設置年月日    | 住居表示実施年月日 | 住居表示実施直前の町名                     | 備考     |
| 四日市場       | よっかいちば | 1954年4月29日 | 未実施             |                                            |          |
| 古川渡         | ふるかわど   | 1954年4月29日 | 未実施             |                                            |          |
| 田野倉         | たのくら     | 1954年4月29日 | 未実施             |                                            |          |
| 井倉           | いぐら       | 1954年4月29日 | 未実施             |                                            |          |
| 小形山         | おがたやま   | 1954年4月29日 | 未実施             |                                            |          |
| 川茂           | かわも       | 1954年4月29日 | 未実施             |                                            |          |
| 盛里地区       |              |               |                    |                                            |          |
| 町名           | 町名の読み   | 設置年月日    | 住居表示実施年月日 | 住居表示実施直前の町名                     | 備考     |
| 盛里           | もりさと     |               | 未実施             |                                            |          |
| 与縄           | よなわ       | 1954年4月29日 | 未実施             |                                            |          |
| 朝日馬場       | あさひばば   | 1954年4月29日 | 未実施             |                                            |          |
| 朝日曽雌       | あさひそし   | 1954年4月29日 | 未実施             |                                            |          |

### 人口
| |                                        |  |
| 都留市と全国の年齢別人口分布（2005年） | 都留市の年齢・男女別人口分布（2005年） |  |
| ■紫色 ― 都留市 ■緑色 ― 日本全国 | ■青色 ― 男性 ■赤色 ― 女性              |  |
| 都留市（に相当する地域）の人口の推移 \| 1970年（昭和45年） \| 31,188人 \| \| \| 1975年（昭和50年） \| 32,607人 \| \| \| 1980年（昭和55年） \| 32,901人 \| \| \| 1985年（昭和60年） \| 33,158人 \| \| \| 1990年（平成2年） \| 33,903人 \| \| \| 1995年（平成7年） \| 35,398人 \| \| \| 2000年（平成12年） \| 35,513人 \| \| \| 2005年（平成17年） \| 35,017人 \| \| \| 2010年（平成22年） \| 33,588人 \| \| \| 2015年（平成27年） \| 32,002人 \| \| \| 2020年（令和2年） \| 31,016人 \| \| |                                        |  |
| 総務省統計局 国勢調査より |                                        |  |
| 1970年（昭和45年） | 31,188人                               |  |
| 1975年（昭和50年） | 32,607人                               |  |
| 1980年（昭和55年） | 32,901人                               |  |
| 1985年（昭和60年） | 33,158人                               |  |
| 1990年（平成2年） | 33,903人                               |  |
| 1995年（平成7年） | 35,398人                               |  |
| 2000年（平成12年） | 35,513人                               |  |
| 2005年（平成17年） | 35,017人                               |  |
| 2010年（平成22年） | 33,588人                               |  |
| 2015年（平成27年） | 32,002人                               |  |
| 2020年（令和2年） | 31,016人                               |  |

- 20歳前後で男女とも人口が突出して多くなっているが、これは市内にある都留文科大学の学生が入学に際して住民票を都留市に移すためである[2]。2020年国勢調査では大学生の年代である18歳～22歳の総人口に対する比率が10.9%で、全市町村の中で最も高い。

### 隣接自治体
山梨県
- 富士吉田市
- 大月市
- 上野原市
- 南都留郡：道志村、西桂町、忍野村、山中湖村、富士河口湖町

## 歴史

### 先史
郡内地方では桂川や支流域の平坦地に数多くの考古遺跡が立地している傾向にある。市域も同様で、大野の一杯窪遺跡は旧石器時代の遺跡で、山梨県内最古の石器類が出土している。また縄文時代の遺跡は早期から見られ、縄文中期の集落遺跡である尾咲原遺跡や中溝遺跡、後晩期の配石遺構が見られる牛石遺跡や中谷遺跡、桂川河岸段丘上の美通遺跡などがある。一方、郡内の傾向として弥生時代以降の遺跡は乏しい。

### 古代
古代の律令制下では甲斐四郡のうち都留郡に属し、市域には桂川流域の多良郷が比定されている。

### 中世
戦国時代には都留郡を領した国衆・小山田氏が市域を本拠としている。小山田氏は国中地方における守護武田氏と有力国衆との抗争に介入して武田氏と敵対していたが、信虎期に武田氏と和睦して武田家臣団に加わる。
晴信（信玄）期には有力家臣として活躍し、勝頼期には織田・徳川連合軍の侵攻に際して小山田信茂が織田方に内通するが、織田氏により討伐され小山田氏は滅亡する。小山田氏は、はじめ桂川支流大幡川左岸にあたる中津森館を本拠としていたが、武田氏の武田城下町造成と平行して現在の都留市中心市街にあたる谷村（やむら）の地へ居館の移転を行い、谷村館（正確な所在地は不明）を中心に城下町整備を行う。
谷村は後の甲州街道から分岐し吉田へ至る富士道が通り、中世には市も成立した要地で、近世に甲斐国を領した徳川氏や豊臣系大名時代にも政治的拠点として活用された。また、谷村から桂川を挟んで対岸の川棚には勝山城が所在し、築城期は不明であるが、城跡からは豊臣系大名の浅野氏時代の居館や屋敷地の遺構が検出されており、桂川左岸に新たな城下町造成が企図されていた可能性も指摘されている。

### 近世
江戸時代には谷村城が築かれ鳥居氏、秋元氏二代の谷村藩が成立し郡内地方の政治的拠点となり町場が発達する。秋元氏時代には郡内地方における用水堰の開削や郡内織の新興が行われているが、市域でも秋元氏時代の開削と言われている谷村大堰があり、近世には郡内織も広く営まれていた。
- 宝永元年（1704年）に秋元氏が武蔵国川越へ転封されると郡内地方は幕府直轄領化となり、谷村城は破却されて谷村には陣屋が設置され町場は衰退する。

### 行政区画の変遷
- 1954年（昭和29年）4月29日 - 南都留郡谷村町・宝村・禾生村・盛里村・東桂村が合併して都留市が発足。山梨県で4番目、郡内地方で2番目の市[3]。
- 1954年（昭和29年）8月5日 - 市章を制定[4]。

## 行政

### 市長
- 市長：堀内富久（2013年12月8日就任、3期目）

歴代市長
特記なき場合「歴代市長」による。
| 代 | 氏名       | 就任                      | 退任                      | 備考 |
| -- | ---------- | ------------------------- | ------------------------- | ---- |
| 1  | 小林治郎   | 1954年（昭和29年）6月6日  | 1957年（昭和32年）12月7日 |      |
| 2  | 秋山与三郎 | 1957年（昭和32年）12月8日 | 1961年（昭和36年）12月7日 |      |
| 3  | 前田清明   | 1961年（昭和36年）12月8日 | 1969年（昭和44年）12月7日 |      |
| 4  | 富山節三   | 1969年（昭和44年）12月8日 | 1977年（昭和52年）12月7日 |      |
| 5  | 高部通正   | 1977年（昭和52年）12月8日 | 1985年（昭和60年）12月7日 |      |
| 6  | 都倉昭二   | 1985年（昭和60年）12月8日 | 1997年（平成9年）12月7日  |      |
| 7  | 小林義光   | 1997年（平成9年）12月8日  | 2013年（平成25年）12月7日 |      |
| 8  | 堀内富久   | 2013年（平成25年）12月8日 | 現職                      |      |

### 姉妹都市・提携都市

#### 海外
姉妹都市
- ヘンダーソンビル市（アメリカ合衆国 テネシー州）
  - 1983年（昭和58年） - 姉妹都市提携協定締結

#### 国内
提携都市
- 釧路市（北海道 釧路総合振興局）
  - 1992年（平成4年）9月1日 - 友好都市提携協定締結

## 施設

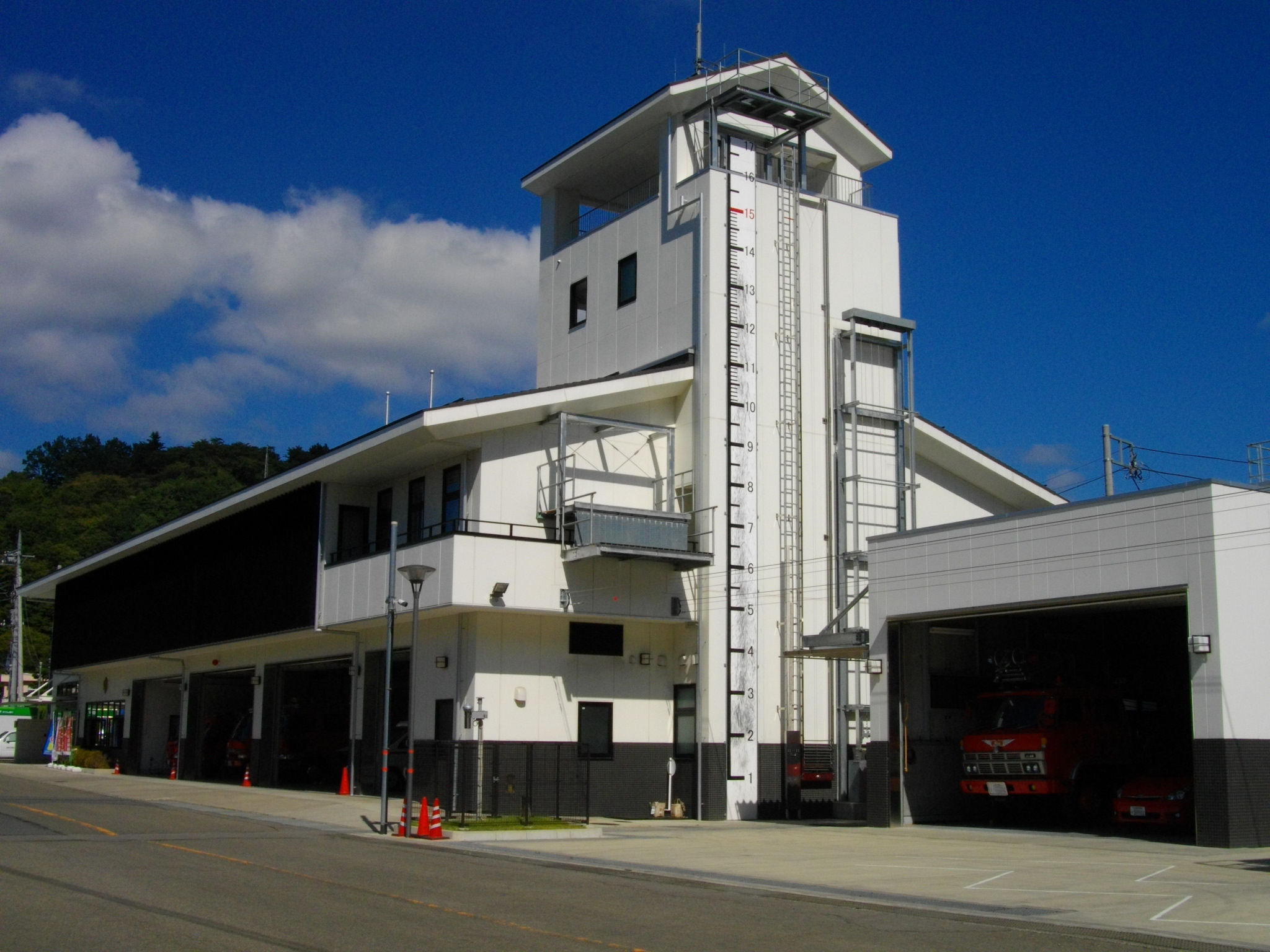
都留市消防署

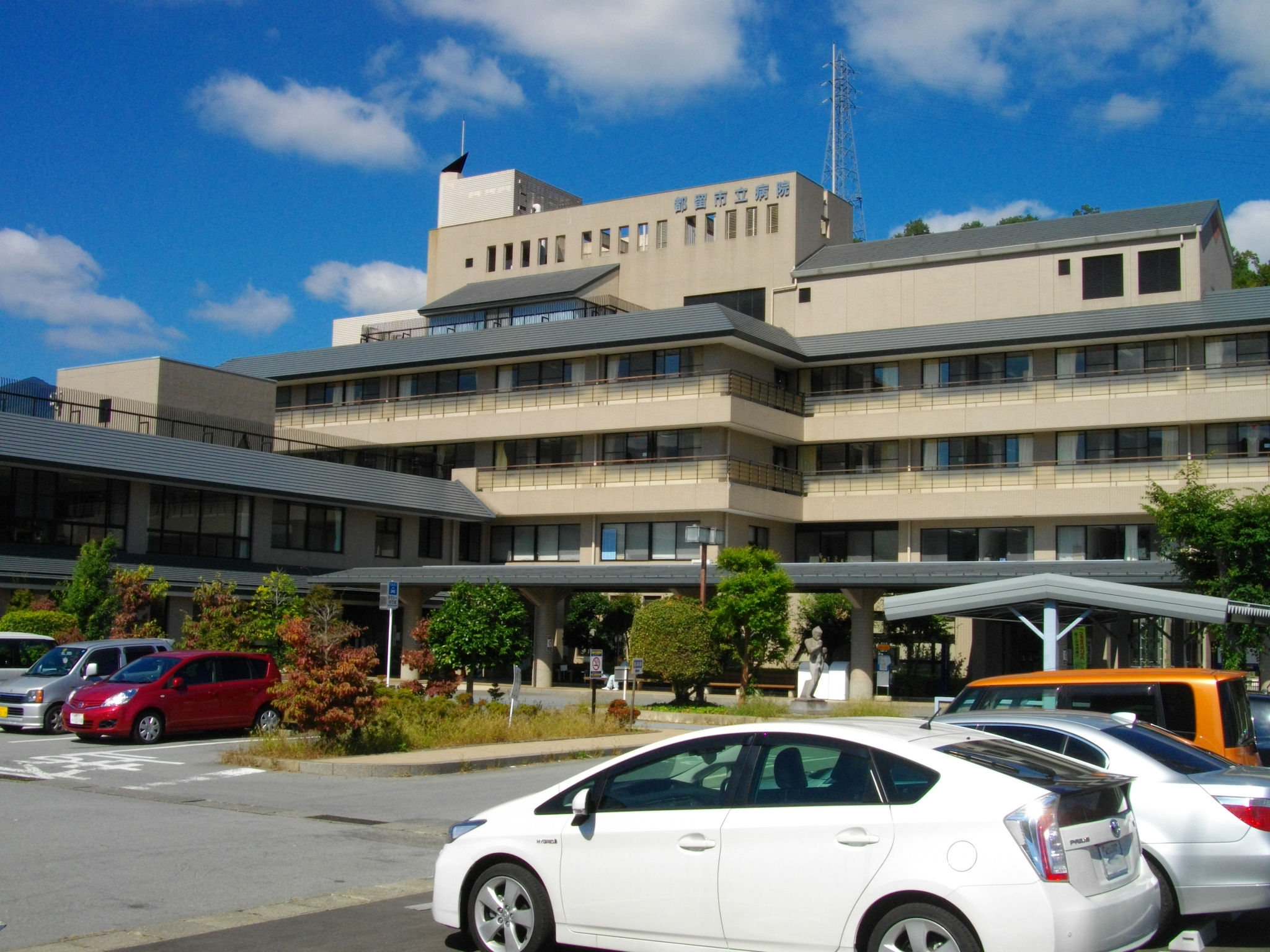
都留市立病院

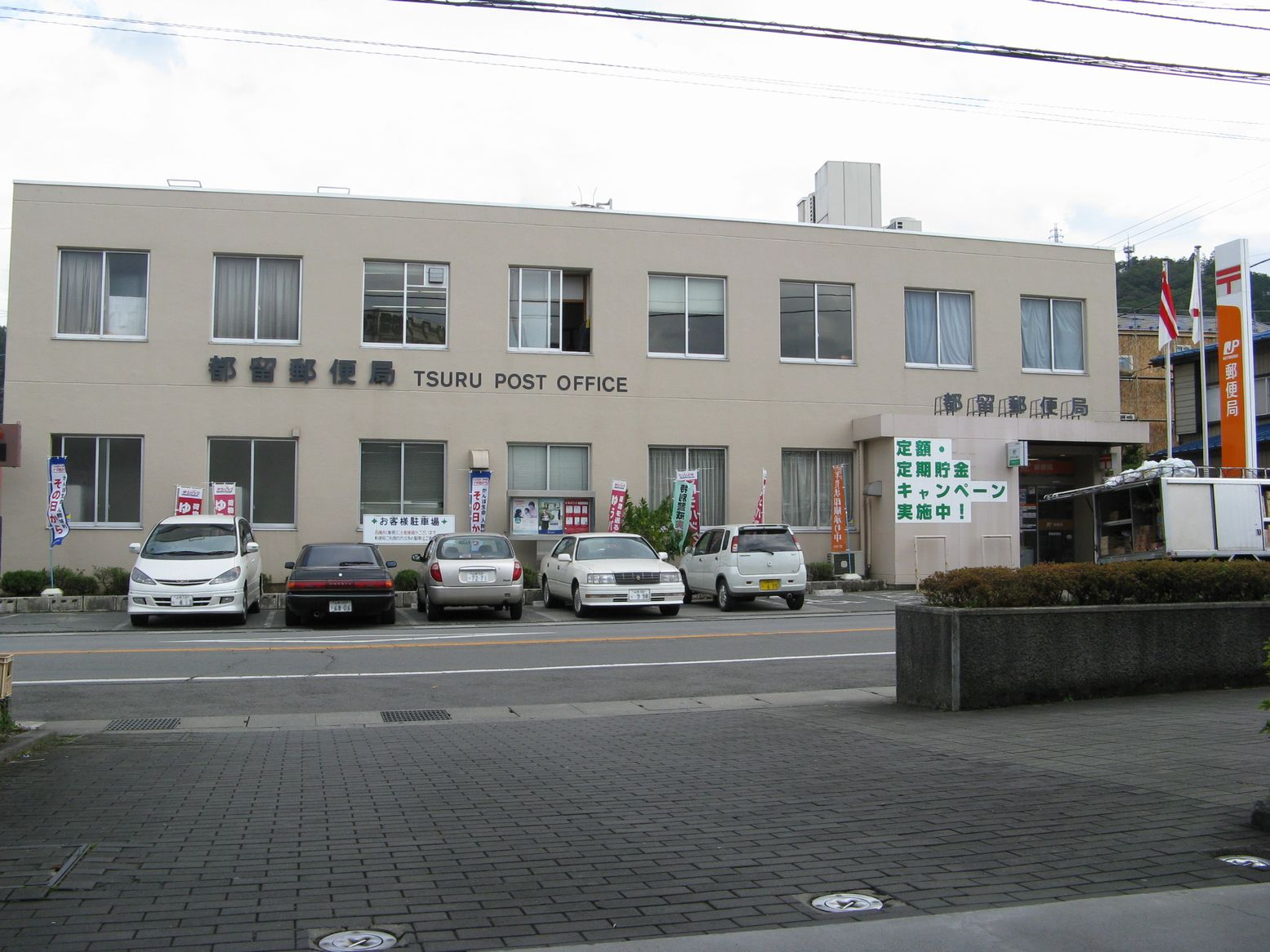
都留郵便局

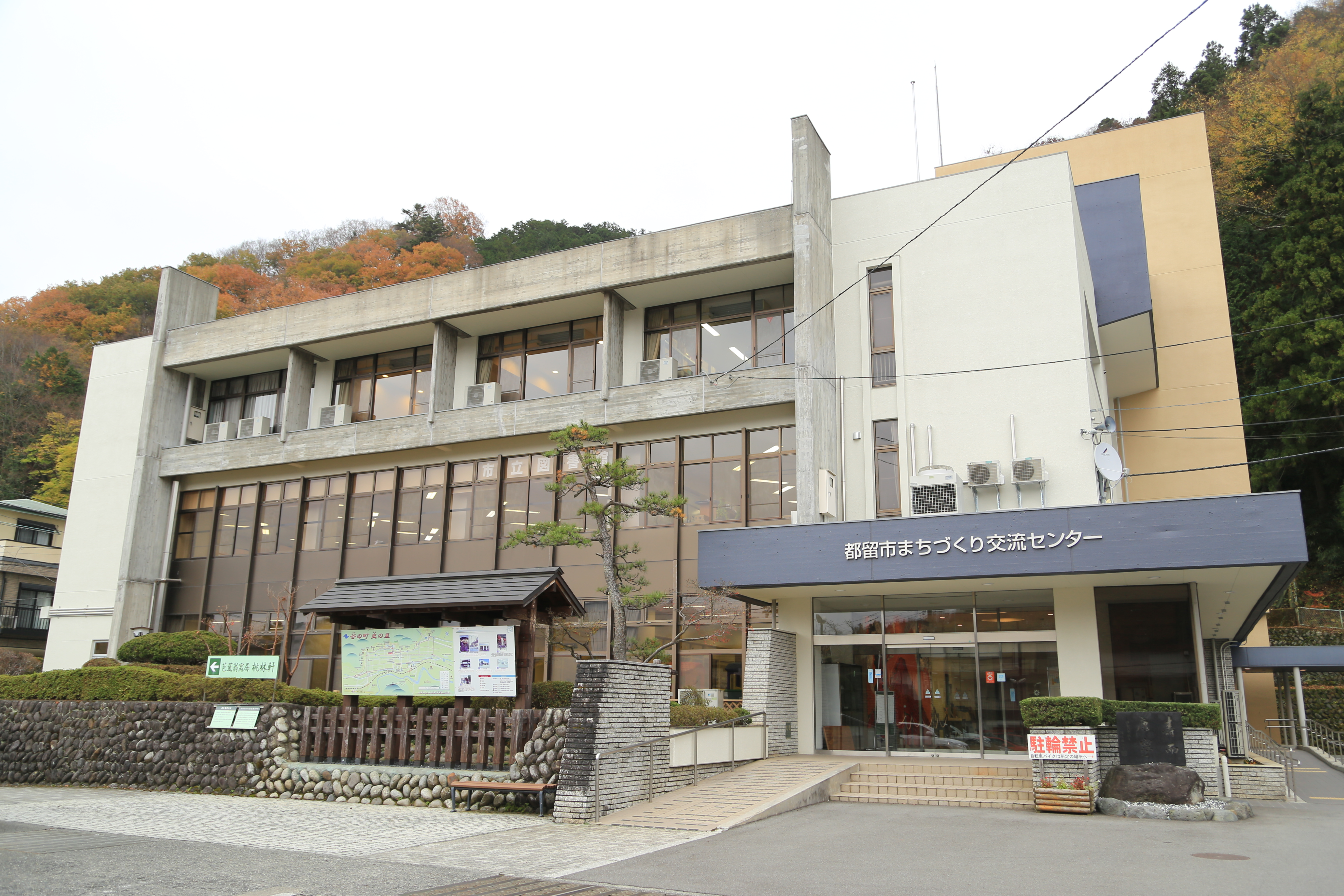
都留市立図書館

### 国家機関
郡内地方全域を管轄する司法、検察機関の支部を持ちながら、警察署本庁舎がない珍しい自治体である。
- 甲府地方検察庁 都留区検察庁
- 甲府地方裁判所 都留簡易裁判所

### 警察
本部
- 山梨県警察 大月警察署

分庁舎
- 都留分庁舎

### 消防
本部
- 都留市消防本部

消防署
- 都留市消防署（都留市上谷2-2-9）

### 医療
- 都留市立病院

### 郵便局
- 都留郵便局

郵便番号
- 402-00xx - 都留郵便局管轄

### 文化施設
- 都留市立図書館
- 都留文科大学付属図書館

### 運動施設
- 都留市営楽山球場
- 都留市総合運動公園やまびこ競技場

### その他
- 家中川小水力市民発電所

## 教育

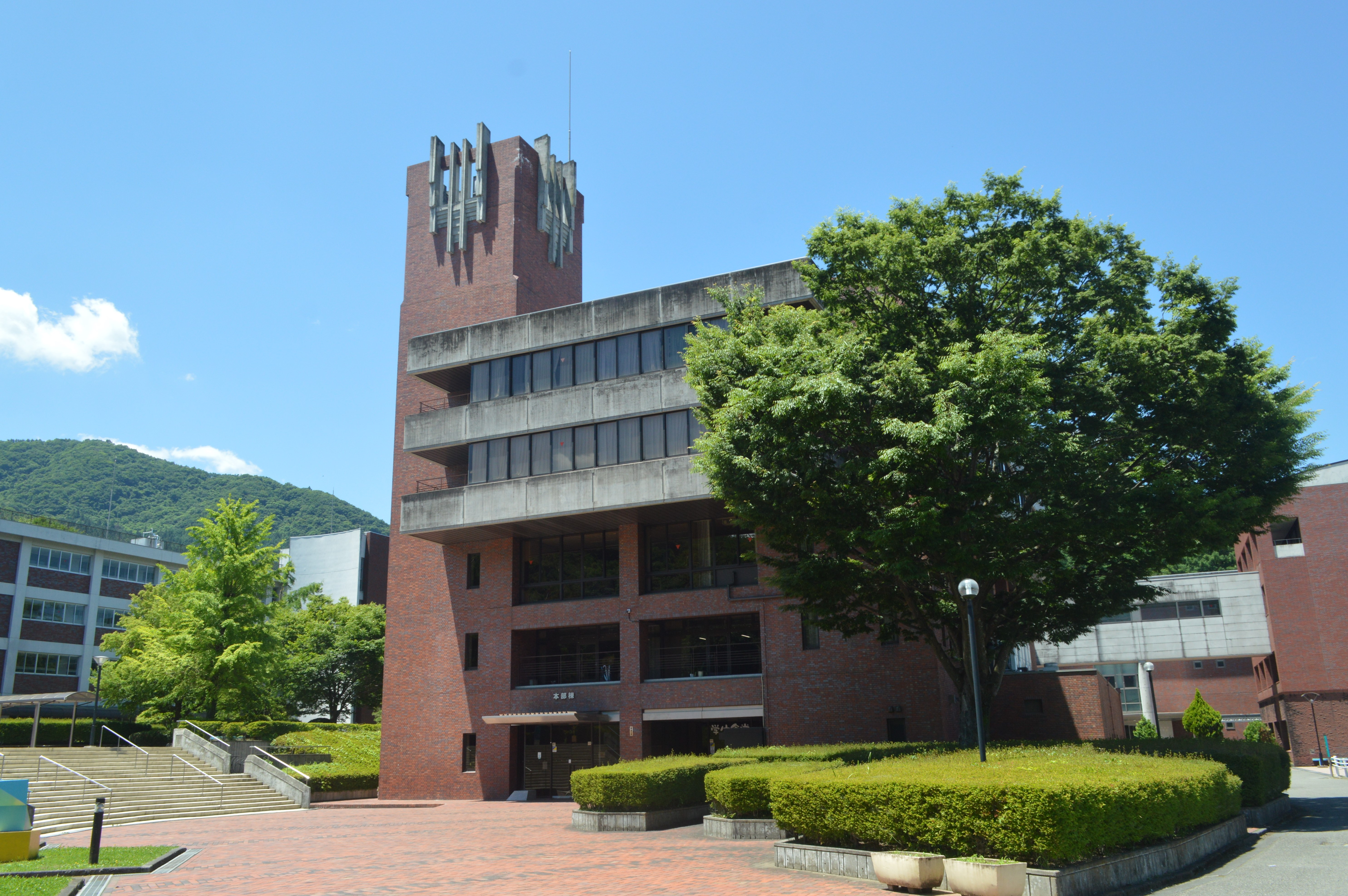
都留文科大学

### 大学
公立
- 都留文科大学

私立
- 健康科学大学 桂川キャンパス

### 専修学校
県立
- 山梨県立産業技術短期大学校 都留キャンパス

### 高等学校
県立
- 山梨県立都留興譲館高等学校（旧山梨県立桂高等学校、山梨県立谷村工業高等学校）

### 中学校
- 都留市立都留第一中学校
- 都留市立都留第二中学校
- 都留市立東桂中学校

### 小学校
- 都留文科大学附属小学校
- 都留市立谷村第一小学校
- 都留市立谷村第二小学校
- 都留市立東桂小学校
- 都留市立宝小学校
- 都留市立禾生第一小学校
- 都留市立禾生第二小学校
- 都留市立旭小学校

## 交通

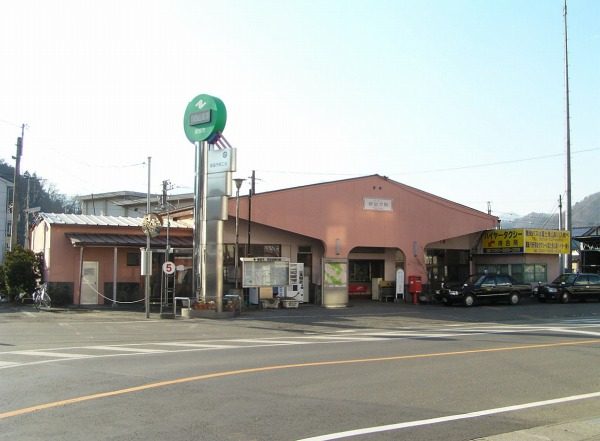
都留市駅

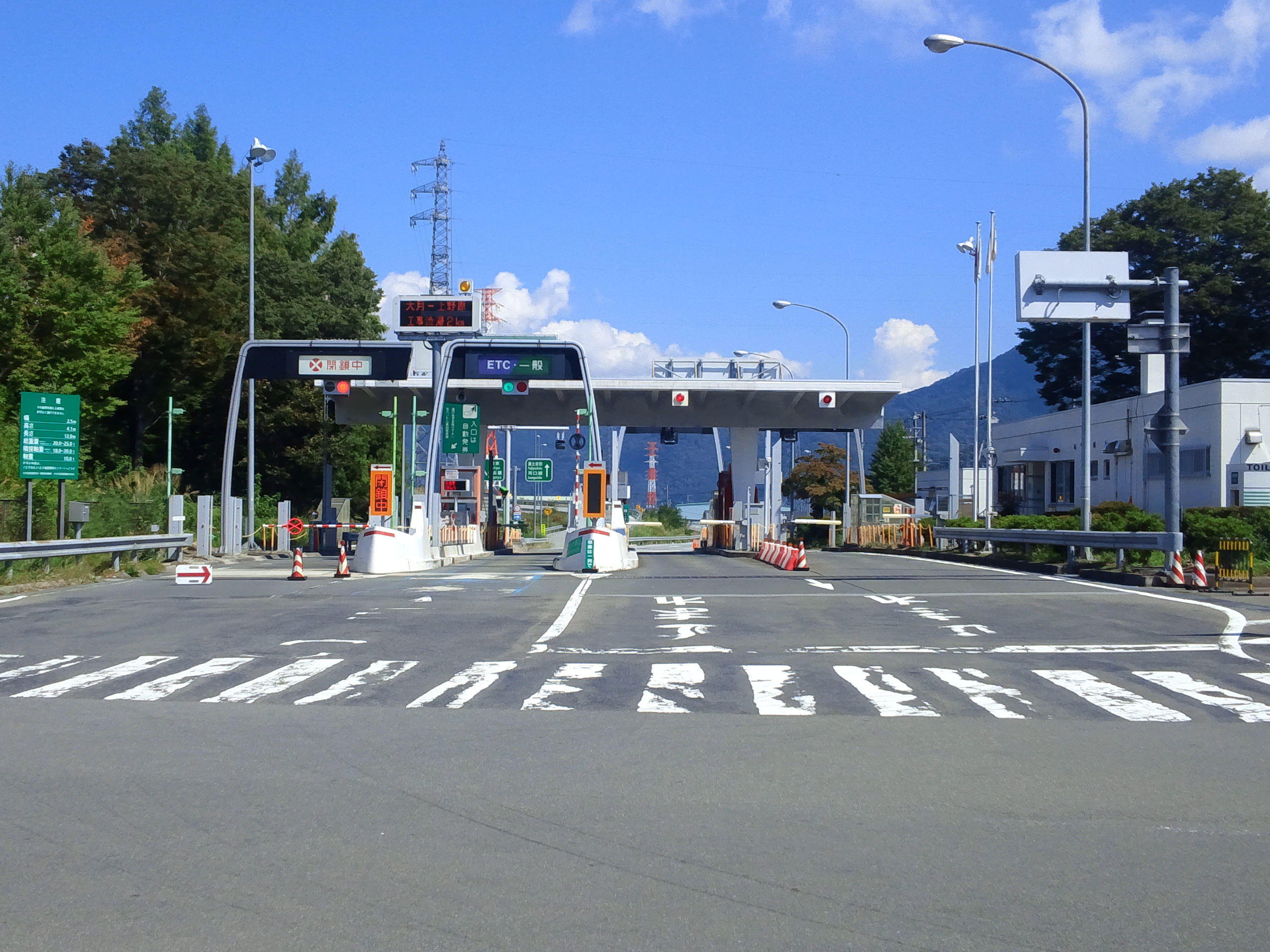
中央自動車道 都留IC

### 鉄道
中心となる駅：都留市駅
ただし、同線で運行される特急「富士回遊」「フジサン特急」「富士山ビュー特急」は都留文科大学前駅にのみ停車する。
富士山麓電気鉄道
- 富士急行線（大月線）：- 田野倉駅 - 禾生駅 - 赤坂駅 - 都留市駅 - 谷村町駅 - 都留文科大学前駅 - 十日市場駅 - 東桂駅 -

### バス

#### 路線バス
- 富士急バス
  - 都留市駅を中心に各地区に路線が延びていたが、近年のバス利用者低迷により本数大幅削減や路線存廃が取り沙汰されている。

#### 高速バス
- 中央高速バス 富士五湖線
  - 市内に中央道都留バスストップと中央道小形山バスストップがある。

### 道路

#### 高速道路
- E68 中央自動車道（小形山BS - 都留IC - 谷村PA）

#### 国道
- 国道139号

#### 県道
主要地方道
- 山梨県道24号都留道志線
- 山梨県道・神奈川県道35号四日市場上野原線
- 山梨県道40号都留インター線

一般県道
- 山梨県道705号高畑谷村停車場線
- 山梨県道711号戸沢谷村線
- 山梨県道712号大幡初狩線
- 山梨県道713号大野夏狩線

## 名所・旧跡・観光スポット

### 名所・旧跡
- 谷村城址（跡） - 戦国期以来、郡内領主の居館跡。現在は市役所、都留市立谷村第一小学校の敷地となっている。
- 勝山城址（跡） - 谷村市街とは桂川の対岸にある城山にかつてあった山城の址。城山公園。
- 中津森館跡 - 中世に郡内（山梨県東部地域）を治めた小山田氏の本拠地。享禄2年（1529）に館が焼け、一族郎党谷村へ移り住む。これが谷村城である。
- 谷村陣屋跡 - 元禄7年（1694）12月25日、谷村藩主秋元喬知が川越城主となったことを機に、谷村藩は徳川幕府の直轄地となり、翌年に秋元家老高山甚五兵衛宅を谷村陣屋とした。現在は甲府地方裁判所 都留支部になっている。
- 長生寺
- 桂林寺 - 臨済宗。郡内領主小山田氏の菩提寺。
- 用津院 - 曹洞宗。六地蔵は百姓一揆で死罪となった七名の庄屋を供養したものと伝わる。
- 石船神社
- 生出神社
- 雛鶴神社

### 観光スポット

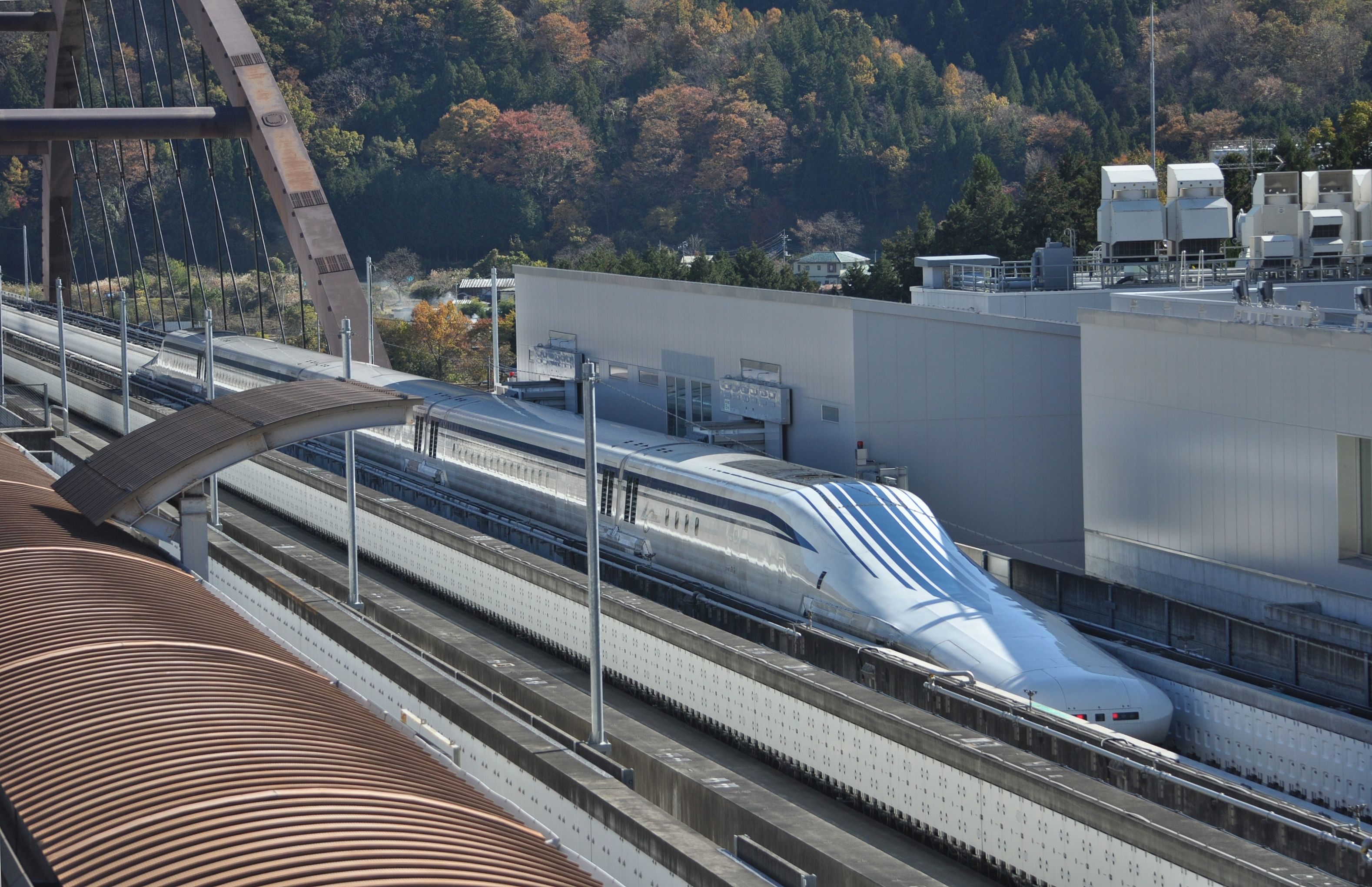
山梨県立リニア見学センター（2017年11月16日撮影）

都留市は現在市役所のある谷村地区を中心として、中世から城下町を形成していた歴史があり、現在もその谷村地区を中心として多くの名所・名跡が残されている。
- 山梨県立リニア見学センター
- 山梨リニア実験線 - JR東海のリニアモーターカー実験施設
- 道の駅つる
- 都留市二十一秀峰
- 旧尾県学校校舎 - 山梨県指定文化財。明治初期の洋風建築。
  - 尾縣郷土資料館
- ミュージアム都留（都留市立博物館）
- 都留市商家資料館
- 芭蕉月待ちの湯
- 田原の滝 - 松尾芭蕉の句碑がある。
- 太郎・次郎滝
- 蒼竜峡 - 十日市場駅周辺1.5kmの桂川にある渓谷。徳富蘇峰の命名といわれる。
- 十日市場・夏狩湧水群 - 平成の名水百選。

娯楽施設
- 谷村劇場 - 劇場・映画館（1915年～昭和30年代）
- 大手映画劇場 - 映画館（1947年～1964年）
- 谷村座 - 劇場・映画館（1877年～1970年代）

## 文化・名物

### 祭事・催事
- 八朔祭り - 都留市四日市場に鎮座する生出神社の例祭が発達した祭礼。屋台曳行や大名行列を伴う。
- 儀秀稲荷社（西涼寺境内） - 1949年の谷村町大火でも焼けずに残ったことから、火難防災の神として、火事のあった5月13日に儀秀稲荷大祭が行われる[6][7][8]

### 名物･特産
- 上大幡の梨 - 山梨県の天然記念物。古くからの梨の木。

## 出身関連著名人
- 浅見定雄（宗教学者）
- いけうち誠一（漫画家）
- 小俣雅子（フリーアナウンサー、元文化放送アナウンサー）
- 小林博美（漫画家）
- 国井雅比古（アナウンサー）
- 品川隆二（俳優）旧宝村出身
- しらいみちよ（歌手。現在都留市を拠点に活動。父でアコーディオン奏者の白井幹也が都留市出身。）
- 菅谷鈴夏（NHKアナウンサー）
- 高尾利数（宗教学者）
- 檀一雄（小説家、作詞家。エッセイストの檀太郎、俳優の檀ふみの父。）旧谷村町出身
- 都愛ともか (画家・ベリーペインター・フェイスペインター・絵本作家)
- 中島恵（ジャーナリスト）
- 鳴山草平（小説家、教師）
- 西室泰三（2005年6月から東京証券取引所会長、東芝相談役。同年12月から東証社長を兼務。2001年1月から財政審委員。）
- 根津甚八（俳優）
- 早野貴大（ラグビー選手。サントリーサンゴリアス所属、元主将。）
- 増田誠（画家）旧谷村町出身
- 山本美香（ジャーナリスト）
- 山崎保代（陸軍軍人、アッツ島の戦いを指揮。）旧禾生村出身